# Craigavon Cowboys
I Craigavon Cowboys sono una squadra di football americano, di Portadown, in Irlanda del Nord; giocano il campionato irlandese.

## Storia
La squadra è stata fondata nel 1986 e ha vinto 2 Shamrock Bowl.

## Dettaglio stagioni

### Tackle football

#### Tornei nazionali

##### Campionato

###### IAFL/Shamrock Bowl Conference/AFI Premier Division
| Stagione | regular season | regular season | regular season | regular season | regular season | regular season | playoff | playoff | playoff | playoff | playoff | playoff    | playoff       |
|          | Vin            | Par            | Per            | Tot            | PF             | PS             | Vin     | Per     | Tot     | PF      | PS      | risultato  | avversaria    |
| -------- | -------------- | -------------- | -------------- | -------------- | -------------- | -------------- | ------- | ------- | ------- | ------- | ------- | ---------- | ------------- |
| 1986     | 1              | 0              | 1              | 2              | 33             | 40             | 1       | 0       | 1       | 6       | 2       | Campioni   | Dublin Celts  |
| 2010     | 4              | 0              | 4              | 8              | 123            | 147            | -       | -       | -       | -       | -       | -          | -             |
| 2011     | 4              | 0              | 4              | 8              | 170            | 172            | 1       | 1       | 2       | 25      | 35      | Semifinale | UL Vikings    |
| 2012     | 2              | 0              | 6              | 8              | 158            | 192            | -       | -       | -       | -       | -       | -          | -             |
| 2013     | 1              | 1              | 6              | 8              | 27             | 138            | -       | -       | -       | -       | -       | -          | -             |
| 2014     | 2              | 0              | 6              | 8              | 108            | 207            | -       | -       | -       | -       | -       | -          | -             |
| 2015     | 3              | 0              | 5              | 8              | 111            | 205            | 0       | 1       | 1       | 19      | 62      | Wild Card  | Dublin Rebels |
| 2016     | 1              | 0              | 7              | 8              | 112            | 244            | -       | -       | -       | -       | -       | -          | -             |
| 2022     | 2              | 0              | 6              | 8              | 114            | 276            | -       | -       | -       | -       | -       | -          | -             |
| 2023     | 0              | 0              | 8              | 8              | 18             | 285            | -       | -       | -       | -       | -       | -          | -             |
| Totale   | 20             | 1              | 53             | 74             | 1004           | 1906           | 2       | 2       | 4       | 50      | 99      |            |               |

Fonti: Enciclopedia del Football - A cura di Massimo Mezzetti

###### IAFL1
| Stagione | regular season | regular season | regular season | regular season | regular season | regular season | playoff | playoff | playoff | playoff | playoff | playoff    | playoff             |
|          | Vin            | Par            | Per            | Tot            | PF             | PS             | Vin     | Per     | Tot     | PF      | PS      | risultato  | avversaria          |
| -------- | -------------- | -------------- | -------------- | -------------- | -------------- | -------------- | ------- | ------- | ------- | ------- | ------- | ---------- | ------------------- |
| 2017     | 7              | 0              | 1              | 8              | 207            | 75             | 1       | 1       | 2       | 62      | 60      | IAFL1 Bowl | Louth Mavericks     |
| 2018     | 5              | 0              | 3              | 8              | 203            | 99             | 2       | 1       | 3       | 85      | 44      | IAFL1 Bowl | West Dublin Rhinos  |
| 2019     | 7              | 0              | 1              | 8              | 238            | 63             | 2       | 0       | 2       | 55      | 46      | Campioni   | Westmeath Minotaurs |
| Totale   | 19             | 0              | 5              | 24             | 648            | 237            | 5       | 2       | 7       | 202     | 150     |            |                     |

Fonti: Enciclopedia del Football - A cura di Massimo Mezzetti

##### IAFA DV8 Development League
| Stagione | regular season | regular season | regular season | regular season | regular season | regular season | playoff | playoff | playoff | playoff | playoff | playoff   | playoff    |
|          | Vin            | Par            | Per            | Tot            | PF             | PS             | Vin     | Per     | Tot     | PF      | PS      | risultato | avversaria |
| -------- | -------------- | -------------- | -------------- | -------------- | -------------- | -------------- | ------- | ------- | ------- | ------- | ------- | --------- | ---------- |
| 2008     | 5              | 0              | 1              | 6              | 228            | 70             | -       | -       | -       | -       | -       | -         | -          |
| 2009     | 6              | 0              | 2              | 8              | 236            | 58             | -       | -       | -       | -       | -       | Campioni  | -          |
| 2010     | 3              | 0              | 0              | 3              | 53             | 32             | -       | -       | -       | -       | -       | -         | -          |
| 2011     | 2              | 0              | 0              | 2              | 64             | 12             | -       | -       | -       | -       | -       | -         | -          |
| 2012     | 4              | 0              | 1              | 5              | 149            | 51             | -       | -       | -       | -       | -       | -         | -          |
| Totale   | 20             | 0              | 4              | 24             | 730            | 223            | -       | -       | -       | -       | -       |           |            |

Fonti: Enciclopedia del Football - A cura di Massimo Mezzetti

### Flag football

#### Tornei internazionali

##### Champions Bowl
| Stagione | regular season | regular season | regular season | regular season | regular season | regular season | playoff | playoff | playoff | playoff | playoff | playoff          | playoff              |
|          | Vin            | Par            | Per            | Tot            | PF             | PS             | Vin     | Per     | Tot     | PF      | PS      | risultato        | avversaria           |
| -------- | -------------- | -------------- | -------------- | -------------- | -------------- | -------------- | ------- | ------- | ------- | ------- | ------- | ---------------- | -------------------- |
| 2016     | 0              | 0              | 5              | 5              | 64             | 274            | 0       | 1       | 1       | 20      | 45      | Dodicesimo posto | Winterthur Red Lions |
| Totale   | 0              | 0              | 5              | 5              | 64             | 274            | 0       | 1       | 1       | 20      | 45      |                  |                      |

Fonti: Enciclopedia del Football - A cura di Massimo Mezzetti

### Riepilogo fasi finali disputate
| Anno           | Luogo      | Evento                   | Fase del torneo        | Incontro                                 | Risultato |
| 5 ottobre 1986 |            | IAFL                     | Shamrock Bowl          | Dublin Celts - Craigavon Cowboys         | 2 - 6     |
| 17 luglio 2011 | Limerick   | IAFL                     | Semifinale             | UL Vikings - Craigavon Cowboys           | 21 - 8    |
| 19 luglio 2015 |            | Shamrock Bowl Conference | Wild Card              | Dublin Rebels - Craigavon Cowboys        | 62 - 19   |
| 19 giugno 2016 | Copenaghen | Champions Bowl           | Finale 11º - 12º posto | Winterthur Red Lions - Craigavon Cowboys | 45 - 20   |
| 20 agosto 2017 | Dundalk    | IAFL1 Conference         | IAFL1 Bowl             | Craigavon Cowboys - Louth Mavericks      | 18 - 23   |
| 12 agosto 2018 |            | IAFL1 Conference         | IAFL1 Bowl             | West Dublin Rhinos - Craigavon Cowboys   | 16 - 14   |
| 28 luglio 2019 | Navan      | IAFL1 Conference         | IAFL1 Bowl             | Craigavon Cowboys - Westmeath Minotaurs  | 28 - 27   |

## Palmarès
- 2 Shamrock Bowl (1986, 1992)
- 1 Irish League Final (1990)
- 1 IAFL1 Bowl (2019)
- 1 DV8 Championship (2009)
- 1 Emerald Bowl (2016)
- 1 Campionato junior (2016)